# Futuren
Futuren, anciennement Theolia, est une entreprise de production d'électricité d'origine éolienne fondée en 1999, présente sur l'ensemble de la chaîne de valeur du secteur éolien. Le groupe développe, construit et exploite des parcs éoliens dans quatre pays : l'Allemagne, la France, le Maroc et l'Italie. 
Au total, le Groupe exploite 732 MW pour son propre compte et pour le compte de tiers.

## Historique
En 1999, Theolia est créé par Jean-Marie Santander et Jacques Bucki. En 2002, Theolia est introduit en bourse sur le marché libre.
En 2006, la première centrale éolienne est construite et entièrement développée par le groupe dans la Somme, le groupe est transféré sur le compartiment B d'Euronext.
En 2013, Théolia fait l'objet d'une OPA du groupe australien Macquarie. Celle-ci échoue car le seuil de détention des 2/3 des droits de vote n'est pas atteint.
En 2015, le groupe change de nom et devient Futuren. En 2016, Futuren a obtenu un permis de construire pour installer 11 nouvelles éoliennes sur le parc des Monts situé dans le département de l'Aube, portant la capacité totale du parc à environ 48 MW.
En avril 2017, EDF EN annonce l'acquisition d'une participation majoritaire de 61 %, en plus d'obligations convertibles dans Futuren, valorisant ce dernier à environ 188 millions d'euros. En juin, la prise de participation à hauteur de 67,2 % du capital est approuvée par l'office fédéral de lutte contre les cartels (autorité allemande de la concurrence). En novembre 2019, EDF Renouvelables et EDF Énergies Renouvelables Belgium font une offre publique de retrait des actions de la société afin d'en prendre le contrôle à 100 %, alors qu'ils détiennent plus de 90 % des actions depuis mars 2019.

## Actionnaires
Au 8 août 2019:
| Nom                               | Actions     | %      |
| Électricité de France             | 240 076 764 | 86,4%  |
| Norges Bank Investment Management | 1 556 009   | 0,56%  |
| GO ETF Solutions                  | 43 386      | 0,016% |
| Boussard & Gavaudan Gestion       | 0           | -      |
| Inversis Gestión                  | 0           | -      |
| Rothschild Asset Management       | 0           | -      |